# 安德烈·鮑里索維奇·科列斯尼科夫
安德烈·鮑里索維奇·科列斯尼科夫（俄语：Андрей Борисович Колесников，羅馬化：Andrey Borisovich Kolesnikov，1977年2月6日—），俄羅斯陸軍少將，東部軍區外貝加爾邊疆區第29合成集团军的指揮官。

## 生平
科列斯尼科夫於1977年2月6日出生在俄羅斯蘇維埃聯邦社會主義共和國沃羅涅日州波沃里諾奧克佳布爾斯科耶村。1999年，他畢業於車里雅賓斯克高級坦克指揮學校喀山分校喀山高級坦克指揮學校、2008年畢業於俄羅斯聯邦軍隊綜合軍事學院、2020年畢業於俄羅斯總參謀部軍事學院。科列斯尼科夫先後任坦克排長，2015年至2018年擔任第4近衛坦克師師長。
科列斯尼科夫在2021年11月獲俄羅斯總統弗拉基米爾·普京任命為東部軍區聯合兵種編隊司令，此前他曾擔任莫斯科地區聯合兵種編隊的參謀長。

## 事蹟
2022年，科列斯尼科夫為防空部隊進行了「東方－2022」作戰戰術演習的訓練。他的機動步槍部隊在軍事訓練和軍事服務活動中表現出最好的成績
科列斯尼科夫參與2022年俄羅斯入侵烏克蘭，烏克蘭內政部長顧問安東·格拉先科在Telegram稱科列斯尼科夫在3月11日陣亡。北約官員亦證實，一名來自俄羅斯東部軍區的俄羅斯指揮官成為第二位在敵對行動中喪生的俄羅斯將軍（繼安德烈·蘇霍維茨基之後），但沒有具體說出他的名字。烏克蘭消息人士稱，大約20名少將被部署到烏克蘭前線，其中3人已被擊斃。
另根据索洛维约夫的直播，安德烈·科列斯尼科夫在2023年被证实并未阵亡而是已调往叙利亚。